# Ponte Filippo Maria Visconti
Il ponte Filippo Maria Visconti è un antico attraversamento d'epoca medievale situato lungo il torrente Quiliano tra i comuni di Savona e Vado Ligure, in provincia di Savona.

## Storia
Costruito nel 1434 sotto la Signoria in Savona del Milanese Filippo Maria Visconti, il ponte è probabilmente quello che ha un'arcata di maggiori dimensioni tra quelli medioevali
(Giovanni Vincenzo Verzellino, Delle memorie particolari I, pag. 301)
Forse gli scritti dello storico Verzellino hanno contribuito alla errata denominazione popolare dello stesso (Ponte Romano, Ponte dei Saraceni, Ponte di Zinola). In linguaggio locale viene denominato Punte de Pria ("ponte di Pietra").
In effetti non vi sono prove dell'esistenza di un ponte romano in sito, anche perché le conoscenze che si hanno sulla viabilità romana sembrano confermare che la stessa non fosse concentrata sulla litoranea ma sfruttasse la via interna del rio Quazzola affluente del torrente Quiliano nel comune di Quiliano, dove sono tuttora visibili ed utilizzabili veri ponti romani. In epoca imperiale Savona, centro di residenza delle popolazioni Liguri Sabati, era soltanto un villaggio mentre era molto sviluppata Vada Sabatia (l'odierna Vado Ligure) con la relativa rada naturale utilizzabile molto più facilmente dell'approdo savonese.
Potrebbe essere però esistito un precedente ponte medioevale e infatti il ponte di San Martino a Lavagnola sembra fosse già esistente nell'XI secolo.

## Descrizione
Esso attraversa il torrente Quiliano nella località di Zinola e mette in comunicazione la stessa località con Vado Ligure, l'antica Vada Sabazia.
Inoltre esso si colloca in corrispondenza della strada di accesso della chiesetta medioevale di Santo Spirito per cui sarebbe stato collegato tramite vecchi ciottolati "ciappìn" non più esistenti o interrotti alle case medioevali della zona dei Bricchetti ed al centro storico di Zinola (attualmente tutte queste antiche vie sono scomparse, tagliate ed interrotte con la costruzione di ferrovia, superstrada e strade comunali).
Le indagini più recenti hanno comunque rivelato che nel XVI secolo sono stati effettuati importanti interventi di manutenzione, oltre alla presenza di fondamenta di edifici dell'epoca.
Il ponte è stato restaurato e ristrutturato completamente durante i lavori di allargamento della foce del torrente Quiliano che hanno interessato principalmente il lato del comune di Vado Ligure, con la realizzazione di una seconda arcata.